# Protium heptaphyllum ssp. cordatum
Protium heptaphyllum ssp. cordatum é uma subespécie arbórea-arbustiva da Protium heptaphyllum presente na floresta Amazônica, e é pertencente à família Burseraceae. Também tem como sinônimo botânico Protium cordatum. É uma subespécie endêmica do Brasil, podendo ser encontrada apenas no estado do Pará, mais especificamente nas regiões do Tucuruí, e em Faro. Assim como todas as outras espécies desse gênero, também é utilizada na medicina popular e indígena para o tratamento não convencional de alguns sintomas simples como dores musculares, inflamações e descongestionantes nasais.

## Descrição
A Protium heptaphyllum ssp. cordatum foi descrita pela primeira vez em 1909, como P. cordatum (no nível de espécie), e posteriormente em 1992, tratada como uma subespécie, e assim recebendo a taxonomia como conhecemos. Trata-se de uma subespécie ainda pouco estudada pela botânica, possuindo baixa frequência de coleta durante os estudos. Ao longo dos anos foram feitas cerca de 10 coletas de amostras, sendo os últimos registros datados de 1983, na região do Tucuruí, e em 2019, em Faro, no Pará.
É uma árvore arbustiva considerada de porte médio, podendo atingir entre 1,5 a 3 metros de altura. Apresenta caules ramificados na base do tronco, caracteriza pela casca fina com coloração cinza a escuro, e muitas vezes áspera. Suas folhas são compostas folíolos, e têm um formato elíptico à ovalado, podendo chegar a medir entre 6-12 cm de comprimento. As flores da espécie são pequenas e brancas, agrupadas em inflorescências. O fruto tem maturação vermelha, sendo de formato globoso a ligeiramente oblíquo-ovóide. A subespécie Protium heptaphyllum ssp. cordatum apresenta pétalas mais curtas que a outras integrantes da espécie, e menor densidade de flores ao longo dos eixos da inflorescência, e um indumento de pétala mais denso.
Assim como outras espécies deste gênero, possui óleo-resina inflamável com aroma agradável, sendo liberado após incisão no tronco, possui coloração transparente e e textura viscosa quando fresca, e adquire a cor cinza escura com textura cristalina quando seca.

## Distribuição e Habitat
A Protium heptaphyllum ssp. cordatum é uma subespécie endêmica da floresta Amazônica do Brasil, na América do Sul, ocorrendo apenas em algumas regiões do estado do Pará. Trata-se de uma árvore arbustiva rara e endêmica de regiões bem específicas da floresta amazônica, descritas como savanas amazônicas (caracterizadas por árvores de porte baixo à médio e espaçadas). Sendo comumente encontradas em margens de rios arenosos, especialmente aquelas áreas sazonalmente alagadas, como em alguns trechos de areia branca do rio Nhamundá, no município de Faro, Pará, bem como nas em áreas próximas ao rio Tocantins, no município de Tucuruí, também no Pará, Brasil. Essas regiões com esse tipo de bioma ocupam uma extensão bem limitada ao longo desses rios. Sugere-se que essa subespécie também possa ocorrer em outras localidades com as mesmas características de bioma.

## Uso e Exploração
A Protium heptaphyllum ssp. cordatum produz grandes quantidades de resina, assim como muitas outras espécies da família Burseraceae. Em muitas espécies de Protium, essas resinas são frequentemente usadas para queimar como fontes de iluminação em lamparinas, bem como usadas para queimar como incenso. A extração da resina, e o uso das folhas também tem como finalidade medicinal, sendo aplicada na medicina popular e indígena para o tratamento não convencional de alguns sintomas simples como dores musculares, inflamações e descongestionantes nasais.
Atualmente a exploração ilegal de madeira, e as queimadas para a abertura de pasto tem contribuído drasticamente para a redução do bioma onde a subespécie se encontra, e como consequência tem afetado a sua proteção. Ainda assim, a pouca ocorrência de estudos também provoca certa deficiência de dados para determinar precisamente o atual nível de risco dessa subespécie. Hoje é listada como ameaçada de extinção no Brasil, e está categorizada como vulnerável na lista vermelha do estado do Pará, ou seja, corre risco de vir a extinção na natureza. Entre as ações de conservação em nível nacional, a Protium heptaphyllum ssp. cordatum faz parte da lista de Espécies da Flora Brasileira Ameaçadas de Extinção publicada pelo Ministério do Meio Ambiente, e em nível estadual, configura como vulnerável na lista vermelha da flora do Pará.